# 바순 협주곡 (모차르트)
바순 협주곡 내림 나장조(K.191)는 모차르트가 1774년 잘츠부르크에서 작곡한, 바순과 오케스트라를 위한 협주곡이다. 바순을 위한 작품들 가운데 가장 표준적인 작품 가운데 하나로 여겨진다.
거의 모든 바순 연주자들은 이 작품을 평생 한 번은 연주하며, 관현악단 오디션에서 가장 자주 선택되는 평가곡이다. 오디션에서는 응시자에게 보통 1악장과 2악장에서 발췌한 일부를 연주하도록 요구한다.

## 구성
이 작품은 다음과 같이 세 악장으로 구성된다.
- 알레그로 (Allegro)

1악장 - 소나타 형식으로 되어 있다.
- 안단테 마 아다지오 (Andante ma adagio)

2악장 - 느리고 서정적인 악장으로 나중에 오페라 “피가로의 결혼” 제 2막 시작 부분의 백작부인의 아리아 ‘사랑을 주소서’에서도 사용되는 주제가 들어 있다.
- 론도 템포 디 메뉴에토 (Rondo tempo di menuetto)

3악장 - 론도 형식이다.

## 참고 사항
- 이 작품을 쓸 당시 모차르트의 나이는 열여덟살이었고, 이 작품은 그가 쓴 기악 협주곡들 가운데 초기 작품에 해당된다.
- 비전문 바순 연주가였던 뒤르니츠 남작의 의뢰로 쓰여진 작품으로 전해지고 있지만, 그 근거는 빈약하다.[2]
- 모차르트는 총 네 곡의 바순 협주곡을 작곡했지만, 현재 전해지는 것은 그 가운데 첫 번째인 이 작품뿐이다.